# Azepină
Azepina este un compus heterociclic heptaciclic, polinesaturat, cu azot, cu formula chimică C6H7N. Este analogul nesaturat al azepanului.

## Derivați
- Benzazepină
- Benzodiazepină
- Dibenzazepină